# Plectogona franciscoloi
Plectogona franciscoloi är en mångfotingart som först beskrevs av Manfredi 1953.  Plectogona franciscoloi ingår i släktet Plectogona och familjen knöldubbelfotingar. Inga underarter finns listade i Catalogue of Life.